# Skalenoeder
Ein Skalenoeder (zu altgriech. σκαληνός skalenos „hinkend, uneben, ungleich“) ist ein Polyeder, das von zueinander kongruenten ungleichseitigen Dreiecken begrenzt ist.
In der Natur kommen Skalenoeder in Form von Kristallen vor. Dargestellt sind die allgemeine Flächenform der ditrigonal-skalenoedrischen (3m) und der tetragonal-skalenoedrischen (42m) Kristallklasse. Die Angaben der eingeklammerten Kurzform entsprechen der Hermann-Mauguin-Symbolik.

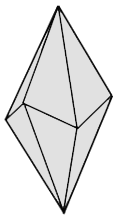
(di-)trigonales Skalenoeder
Andere Ansicht des ditrigonalen Skalenoeders
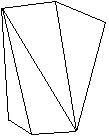
tetragonales Skalenoeder
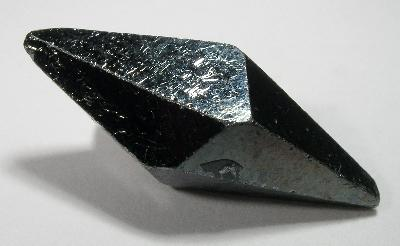
Skalenoedrischer Hämatit-Kristall